# Guarromán
Guarromán là một đô thị trong tỉnh Jaén, Tây Ban Nha. Theo điều tra dân số 2006 (INE), đô thị này có dân số là 2904 người.
38°11′B 3°41′T / 38,183°B 3,683°T